# ناوچه سبک کلاس گاورن
ناوچهٔ سبک کلاس گاورن (به انگلیسی: Gawron-class corvette) یک کلاس از کشتی به طول ۹۰٫۱۰ متر (۲۹۵٫۶ فوت) است.